# 対立教皇ベネディクトゥス14世 (先代)
ベネディクトゥス14世（生没年不詳）は、ローマ教皇であるマルティヌス5世の対立教皇である（在位：1424年 - 1429年）。

## 生涯
人前に出ることを嫌った教皇で、ほとんど他人と会うことが無く、その存在は謎に包まれていた。このため、「見えない教皇」と称された。